# Cristina (Badajoz)
Cristina este un oraș din Spania, situat în provincia Badajoz din comunitatea autonomă Extremadura. Are o populație de 569 de locuitori (2007).
1. ↑  Nomenclátor Geográfico de Municipios y Entidades de Población (20240402 edition)